# Nationaler Sozialismus
Nationaler Sozialismus bezeichnet seit etwa 1890 entstandene ideologische Strömungen und politische Parteien in Europa, die Elemente des Nationalismus und des Sozialismus auf verschiedene Weise miteinander verbanden und verbinden.
Der bis dahin vieldeutige Begriff wurde im deutschen Sprachraum seit Gründung der NSDAP 1920 zunehmend zum Synonym für „Nationalsozialismus“. Er wird deshalb heute weithin mit Antisemitismus, Rassismus, Imperialismus, Totalitarismus und Völkermord assoziiert und als nicht erneuerbare Ideologie betrachtet. Einige Gruppen des heutigen Neonazismus verwenden den Ausdruck weiterhin, um im Rahmen einer Querfront-Strategie auch bei Sozialisten Zustimmung und Anhänger zu finden.

## Entwürfe der Kaiserzeit
Gegen Ende des 19. Jahrhunderts entstanden in manchen europäischen Staaten Strömungen, die einen „Dritten Weg“ zwischen den sich gegeneinander definierenden und bekämpfenden Richtungen des Nationalismus und des Sozialismus suchten. Als vage Vordenker und Wegbereiter national-sozialistischer Ideen im deutschen Sprachraum gelten Autoren des Kaiserreichs, die eine Gemeinwirtschaft im Rahmen der Nation anstrebten und sich vom Internationalismus des Marxismus wie der Sozialdemokratie abgrenzten. Solche Entwürfe entstanden ungefähr seit der politischen Wende von 1890, die durch die Entlassung Otto von Bismarcks als Reichskanzler und die Legalisierung der SPD markiert war.

### Friedrich Naumann
Der evangelische Pfarrer und Publizist Friedrich Naumann gründete 1896 den Nationalsozialen Verein als politische Partei. Beeinflusst von Max Weber, für den der Machtstaat nach außen die Bedingung für Sozialreformen nach innen war, unterstützte der Verein die imperialistische Kolonial- und Marinepolitik der Reichsregierung. Die Eroberung von Kolonien sollte den Wohlstand mehren, dadurch die Nation einen und Kaiser Wilhelm II. eine „gemäßigte Demokratisierung“ ermöglichen.
Der von Naumann auf der Gründungstagung im November 1896 vorgelegte Programmentwurf wurde mit wenigen Änderungen angenommen und 1897 – zusammen mit einigen inhaltlichen Präzisierungen – als Nationalsozialer Katechismus veröffentlicht. Naumanns Anhänger waren überzeugt, „daß das Nationale und das Soziale zusammengehören“. Das Nationale wurde charakterisiert als „Trieb des deutschen Volkes, seinen Einfluss auf der Erdkugel auszudehnen“, während das Soziale als „Trieb der arbeitenden Menge, ihren Einfluss innerhalb des Volkes auszudehnen“ verstanden wurde. Die Ausdehnung des Einflusses dieser Masse im Volke sei unmöglich ohne weitere Entwicklung der deutschen Macht auf dem Weltmarkt. Das Grundbekenntnis des Kreises um Naumann war ein „nationaler Sozialismus auf christlicher Grundlage“.
Naumann schlug 1900 in seinem Buch Demokratie und Kaisertum dem Kaiser die Aufhebung des preußischen Dreiklassenwahlrechts vor, um so die Arbeiter mit dem Kaisertum zu versöhnen. In seiner Studie Neudeutsche Wirtschaftspolitik von 1902 forderte er eine freie, entideologisierte und entpolitisierte Gewerkschaftsbewegung, eine gleichberechtigte Partnerschaft von Arbeitern und Bürgern, betriebliche Mitbestimmungsrechte und einen „Industrieparlamentarismus“.
Der Nationalsoziale Verein fand insgesamt wenig Zuspruch in der Bevölkerung und löste sich schließlich infolge der Niederlage bei der Reichstagswahl 1903 auf. Daraufhin schloss sich die Mehrheit seiner Mitglieder der linksliberalen Freisinnigen Vereinigung an, welche 1910 in der Fortschrittlichen Volkspartei aufging.
Trotz einiger inhaltlicher Parallelen distanzierte sich der spätere Nationalsozialismus ausdrücklich von Naumann. Als entschiedener Gegner des Antisemitismus und liberaler Demokrat wird Naumann heute nicht zu den direkten Vorläufern des Nationalsozialismus gezählt.

### Walther Rathenau
Der Großindustrielle und Schriftsteller Walther Rathenau veröffentlichte ab 1912 verschiedene Schriften, die nationale und sozialistische Ansätze enthielten. Als Initiator und Leiter der Kriegsrohstoffabteilung entwarf er während des Ersten Weltkriegs einen vom bestehenden Beamtenapparat zentral geplanten „Staatssozialismus“. Er hoffte, mit dieser Planwirtschaft die privatkapitalistischen Einzelinteressen zu zähmen und für das Allgemeinwohl einzusetzen.
1916 entfaltete sein Buch Von kommenden Dingen die Idee einer künftigen, vom Volk getragenen Gemeinwirtschaft. Rathenau wollte diese durch einen überall eingreifenden „Volksstaat“ durchsetzen, der das private Profitstreben in die Schranken weisen und für den Ausgleich zwischen den Klassen sorgen sollte. Er sollte das Erbrecht beschränken, Luxus radikal besteuern, Besitz und Einkommen gerecht verteilen, die Volksbildung anheben, Arbeitermitbestimmung ermöglichen, Monopole beseitigen und Spekulationen und Müßiggang verbieten: Im Staat darf und soll nur einer unangemessen reich sein: der Staat. Rathenaus Schrift fand große Zustimmung in der Jugendbewegung und zum Teil auch in der Völkischen Bewegung. Sie beeinflusste u. a. Otto Strasser, dessen „Strasserismus“ später im Nationalsozialismus aufging.
1919 erschien das Buch Der neue Staat, in welchem Rathenau in Wir-Form die Gefühle der Arbeitermassen artikulierte, die nach der Novemberrevolution um den Sozialismus betrogen worden seien:

„In unseren Fabriken sieht es aus wie früher. Etwas verwahrloster, etwas ungezügelter, es wird weniger und lustloser gearbeitet. Die Reichen fahren spazieren und schwelgen in ihren Palästen, wir hungern und frieren in unseren Kasernen.
 Wo bleibt der Mehrwert, der alle wohlhabend machen sollte? Wo bleibt unser Bestimmungsrecht in der Wirtschaft? Wo bleibt das Leben der Brüderlichkeit und Menschlichkeit? Es ist uns gleichgültig, ob die Zechen syndiziert werden und ob im Kohlensyndikat Beamte und Delegierte sitzen. Es kommt nicht darauf an, wer die Kohlen und wer die Elektrizität verteuert. Es ist glatter Schwindel, Sozialisierung zu nennen, was simple Fiskalisierung ist.
 Demokratie! Wir wissen, daß der Bauer am Alten hängt, daß der Händler den Händler, der Katholik den Katholiken wählt. Nun sitzt in einem bürgerlichen Parlament eine verkappt bürgerliche Regierungsmehrheit. Marx hatte recht: nur die Diktatur des Proletariats konnte es schaffen, sie war der Kern des Sozialismus.
 Um die Diktatur, um den Sozialismus hat man uns betrogen. Was übrigbleibt, ist eine Bürgerrepublik, mit Herren von sozialistischer Vergangenheit an der Spitze.“

Der „Verrat“ am Sozialismus war eine damals verbreitete Parole bei Kommunisten wie Nationalsozialisten. Rathenau saß zu dieser Zeit selbst in einer Sozialisierungskommission des Weimarer Reichstags, wo er sich sowohl mit Unternehmervertretern wie Hugo Stinnes als auch mit Sozialdemokraten und Gewerkschaftern auseinandersetzte.

### „Kriegssozialismus“ in der SPD
Seit etwa 1890 war in der SPD die Vorstellung gewachsen, Sozialismus sei nicht durch Entmachtung der nationalen Eliten, sondern Zusammenarbeit mit ihnen und partielle Unterstützung ihrer Politik zu erreichen. Dies war eine Reaktion auf Angriffe wie beispielsweise von Gustav Tuch, der 1887 erklärte, der preußische Militarismus sei „der einzig wahre nationale und zivilisierte Sozialismus […] gegenüber dem vaterlandslosen und barbarischen Sozialismus der Sozialdemokratie“.
Zwar wies Karl Kautsky dies damals zurück; aber Vertreter des Revisionismus fanden in der SPD wachsendes Gehör. So erklärte Eduard Bernstein 1899 in seinem Buch Die Voraussetzungen des Sozialismus:

„Im weiteren Verlaufe wird das Nationale so gut sozialistisch sein wie das Munizipale. Nennen sich doch schon heute Sozialisten demokratischer Staatswesen gern Nationalisten.“

Mit der Zustimmung zum Burgfrieden und zu den Kriegskrediten am 4. August 1914 erhoffte sich die SPD Akzeptanz bei den Eliten und mehr demokratische Partizipation als Gegenleistung. Konservative Gewerkschafter und Vertreter des rechten Parteiflügels wie Anton Fendrich, Johann Plenge, August Winnig und ehemalige Marxisten wie die der Lensch-Cunow-Haenisch-Gruppe sahen nun im preußischen Militarismus mit seiner Disziplin und Organisation ein Vorbild für den künftigen Sozialismus, ja ein Mittel, um diesen nach dem Krieg durchzusetzen. So schrieb Fendrich 1914:

„Um in der Zeit der schwersten Prüfung der Nation bestehen zu können, mußte der Sozialismus national, die Regierung der Nation aber auch sozialistisch empfinden und handeln lernen […] Als gewaltige Reformpartei wird die Sozialdemokratie innerhalb des staatlichen Organismus in den nächsten Jahren nationale Arbeiterpolitik treiben.“

Winnig setzte im Frühjahr 1915 Proletariat, Volksgemeinschaft und Staat gleich:

„Das Schicksal Deutschlands ist auch das Schicksal der deutschen Arbeiterklasse.“

Er glaubte, die Verstaatlichung großer Produktionszweige durch die Kriegswirtschaft habe die Sozialisierung des Wirtschaftslebens in greifbare Nähe gerückt. Der Krieg könne nur mit den Arbeitern organisiert werden; die Teilnahme ihrer Organisationen an der Staatsverwaltung habe „jene Elemente eines neuen Deutschtums“ geschaffen, „in denen die Masse heute das Stück deutscher Zukunft sieht, das ihr den Geist und die Kraft zum Durchhalten verleiht.“ Der Krieg habe bewiesen, dass dort, „wo die nationale Selbständigkeit und die ökonomischen Lebensinteressen der Nation auf dem Spiele stehen, die nationale Solidarität der internationalen vorausgeht.“ Weil der Imperialismus von „zwingenden volkswirtschaftlichen Bedürfnissen getragen“ werde, dürfe die SPD auch Eroberungsziele nicht ablehnen, sondern müsse sie als notwendige Voraussetzung des Sozialismus anerkennen.
Paul Lensch, auf den Winnig und später Oswald Spengler sich beriefen, hatte 1914 die Kriegskredite abgelehnt, wurde aber 1915 Hauptvertreter des Kriegssozialismus in der SPD. Für ihn war mit den staatlichen Kriegsgesellschaften der deutsche Kapitalismus sozialistisch geworden. Die Bewilligung der Kriegskredite habe der SPD-Politik nicht widersprochen, sondern der modernen Wirtschaftsentwicklung hin zu marktbeherrschenden Syndikaten und Kartellen entsprochen. Deren Organisation habe Strukturen des preußischen Militärstaates auf das gesamte deutsche Wirtschaftsleben ausgedehnt. Da die SPD sich in seinem Rahmen ohne Bürgerkrieg organisieren konnte, sei das Zusammenfinden von Staat und Arbeiterorganisation im Krieg vorgezeichnet gewesen. In diesem Prozess sei das Ideal der sozialisierten Gesellschaft entstanden: Ihr Degen aber ist Deutschland. Er hielt den Weltkrieg also für die Ausbreitung dieses Ideals und damit für die eigentliche Weltrevolution:

„Das war wiederum ein Zug jener tiefen Ironie, an der die Weltgeschichte so reich ist: Der Sozialismus als Retter des Nationalismus!“

Auch er bejahte demgemäß die Eroberungen und hielt Verständigungs- und Abrüstungsforderungen für Illusionen.
Diese Aussagen wurden am 15. April 1915 in der einzigen Ausgabe der von der Spartakusgruppe herausgegebenen Zeitschrift „Die Internationale“ scharf kritisiert. Dort schrieb u. a. der preußische SPD-Landtagsabgeordnete Heinrich Ströbel:

„Daß die Geister sich scheiden, und der neue Geist des nationalen Sozialismus (man kann auch sagen National-Sozialismus, denn Pastor Naumann hat nie ein anderes Programm vertreten und Lensch hat den ehemaligen Nationalsozialen Rohrbach trefflich vulgarisiert) sich so unverhohlen bekundete, ist hocherfreulich. Denn nach der Rückkehr normaler Zeiten wird sich die Partei in der Tat gründlichst mit den Irrungen und Wirrungen auseinanderzusetzen haben.“

Willy Huhn, der 1952 ein Buch zu nationalistischen und militaristischen Traditionen innerhalb der Sozialdemokratie veröffentlichte, beschrieb die SPD, die sich nach der Gründung der USPD 1917 Mehrheitssozialdemokratische Partei Deutschlands (MSPD) nannte, aufgrund solcher Belege als „die erste nationalsozialistische Partei“ der Weltgeschichte. Huhn fand in den Ideen der Kriegssozialisten die „Deutsche Arbeitsfront“ des „Dritten Reiches“ vorgezeichnet.

## Entwürfe in den tschechischen Ländern bzw. der Tschechoslowakei
Die zweite Partei nach Naumanns National-Sozialem Verein, die sich „national-sozial“ nannte, war 1898 die Česká strana národně sociální (ČSNS; „Tschechische National-Soziale Partei“) in den damals zu Österreich-Ungarn gehörenden Ländern der Böhmischen Krone. Ihre Mitglieder kamen einerseits aus der Tschechischen Sozialdemokratischen Partei, die ihnen zu klassenkämpferisch und zu wenig auf die nationale Unabhängigkeit Tschechiens ausgerichtet war, andererseits aus der Nationalliberalen Partei der „Jungtschechen“, die ihnen zu wenig demokratisch und sozialreformerisch war. Die Partei trat für die Einheit der tschechischen Arbeiterschaft mit Kleinbauern und Bürgertum sowie einen reformistischen Weg zu nationaler Unabhängigkeit und Sozialismus ein. Sie war mit der „Tschechischen Arbeiter-Gemeinde“, dem größten nicht-marxistischen Gewerkschaftsbund der tschechischen Länder, verbunden. Die ČSNS vertrat einen historisch begründeten und romantischen tschechischen Nationalismus und Panslawismus. In der Frühzeit verbreitete die Partei auch judenfeindliche Äußerungen.
In der Verbindung des Nationalistischen mit einem (nicht-revolutionären) „Sozialismus“ lag durchaus eine Gemeinsamkeit mit der 1903 ebenfalls in Böhmen gegründeten Deutschen Arbeiterpartei Österreich-Ungarns, die den radikalsten Ausleger des deutschnationalen Lagers und ein „Urmuster“ für den deutschen und österreichischen Nationalsozialismus verkörperte. In ihr wurde bereits 1913 der Begriff ‚nationalsozialistisch‘ verwendet, bevor sie sich 1918 auch formell in Deutsche Nationalsozialistische Arbeiterpartei umbenannte. Die ČSNS entwickelte sich aber in eine ganz andere Richtung.
Nach der Erlangung der Unabhängigkeit der Tschechoslowakei wurde sie in „Tschechoslowakische Sozialistische Partei“ umbenannt, 1926 in Československá strana národně socialistická, was als „Tschechoslowakische national-sozialistische“ oder „volkssozialistische Partei“ übersetzt wird (letzteres vermeidet die Assoziation mit dem deutschen Nationalsozialismus). In der ersten Tschechoslowakischen Republik galt sie als Kraft der Mitte und wichtige Stütze des parlamentarisch-demokratischen Staats. Von antisemitischer Demagogie nahm sie in dieser Zeit ebenso Abstand wie von umfangreichen Sozialisierungsvorhaben, stattdessen trat sie für individuelle Freiheitsrechte, Arbeitermitbestimmung und -gewinnbeteiligung ein.

## Entwürfe der Weimarer Zeit
Nach 1918 vertraten einige ursprünglich vom Weltkrieg begeisterte Autoren eine antidemokratische Haltung der Konservativen Revolution mit unterschiedlichen Zukunftsvorstellungen, für die auch Motive eines nationalen Sozialismus eine wichtige Rolle spielten.

### Oswald Spengler
Der Kultur- und Geschichtsphilosoph Oswald Spengler wurde mit seinem vielgelesenen Hauptwerk Der Untergang des Abendlandes (1918–1922) zu einem Vertreter des modernen Kulturpessimismus für das vom Krieg enttäuschte konservative Bürgertum.
1919 veröffentlichte er die Schrift Preußentum und Sozialismus, in der er sich kritisch mit den vorherrschenden gegenwärtigen Geistesrichtungen und Parteien auseinandersetzte und vor allem die Novemberrevolution sowie die aus seiner Sicht spezifisch angelsächsische liberale Demokratie als dem „deutschen Wesen“ fremde Regierungsformen negativ bewertete.
Dagegen favorisierte er eine Verbindung von autoritär aufgefassten „preußischen Tugenden“ wie Ehre, Pflicht, Gehorsam, Dienst und Opferbereitschaft mit den Grundideen eines dem „deutschen Charakter“ entgegenkommenden Sozialismus:

„Der deutsche, genauer preußische Instinkt war: Die Macht gehört dem Ganzen. Der einzelne dient ihm. Das Ganze ist souverän. Der König ist nur der erste Diener seines Staates. Jeder erhält seinen Platz. Es wird befohlen und gehorcht. […] Von innerm Range kann in Deutschland nur der Sozialismus in irgendeiner Fassung sein.“

Spenglers Vorstellung von Sozialismus zielt nicht auf eine Änderung der Wirtschaftsverfassung oder ein Mehr an sozialer Gerechtigkeit. Mit den Worten des Historikers Hans Mommsen handelt es sich um einen „Sozialismus der Gesinnung, nicht um eine ökonomische Theorie“, der keinen Gegensatz zu Spenglers elitärer Verachtung der Masse darstellt. Sein nationaler Sozialismus war vielmehr sowohl gegen den Marxismus als auch gegen die westliche Welt gerichtet.
Trotz seines reaktionären Denkens blieb Spengler dem aufstrebenden Nationalsozialismus und dessen Rassenideologie gegenüber distanziert und wies Angebote zur Mitarbeit in der NSDAP mit Hinweis auf die „primitive Lösung des Antisemitismus“ 1925 und 1930 zurück.

### Arthur Moeller van den Bruck
Der Kulturhistoriker und ehemalige Mitarbeiter in der Obersten Heeresleitung Arthur Moeller van den Bruck trat 1916 mit der Schrift „Der Preußische Stil“ hervor. Darin beschrieb er das Preußentum als „Willen zum Staat“, der unbedingt zu verteidigen und auch nach einer eventuellen Niederlage zu erneuern sei. Sozialismus begriff er positiv als Ausdruck einer völkischen Einheitssehnsucht, die Deutsche und Russen gegenüber den liberaldemokratischen Ideen der Westalliierten verbinde.
Seit 1920 mit Spengler befreundet, wurde Moeller van den Bruck Hauptvertreter und Sprachrohr der Konservativen Revolution. In seiner Schrift „Das Recht der jungen Völker“ vertrat er eine Staatstheorie, nach der jede Nation – vor allem Deutsche und Russen – ihren eigenen Weg zu einem nationalen Sozialismus finden müsse. Liberalismus, Kommunismus und Demokratie sah er – ebenso wie Spengler – als fremde, vom Ausland eingeschleuste Ideen, die die unabhängige Entwicklung zu einem „deutschen Sozialismus“ bedrohten. Nur eine kleine Elite solle künftig die politische Führungsmacht haben. Parteien, Wahlen und sonstige Machtkontrolle lehnte Moeller als dekadente westliche Einflüsse ab. Nichtdeutsche und Juden sollten nicht vertrieben, aber von einflussreichen Stellungen ausgeschlossen werden. Mit seiner Forderung nach Annäherung zwischen einem deutschen und einem russischen Sozialismus ohne einheitliches System beeinflusste van den Bruck auch Ernst Niekisch. Großen Einfluss auf Jungkonservative und Rechtsradikale gewann sein Werk „Das Dritte Reich“ von 1923. Nationalistischer Antikapitalismus und Antiliberalismus gingen hier eine enge Verbindung ein:

„Wo Marxismus endet, dort beginnt Sozialismus: ein deutscher Sozialismus, der berufen ist, in der Geistesgeschichte der Menschheit allen Liberalismus abzulösen.“

Obwohl der Autor kein Nationalsozialist war und sich bereits 1922 von Hitler distanzierte, übernahm die NSDAP nach seinem Tod 1925 den Buchtitel und die Reichsidee für ihre „revolutionäre“ Propaganda. Seine Ideen wirkten bei Autoren wie Heinrich von Gleichen, Edgar Julius Jung oder Eduard Stadtler fort.

### Moellendorf, Sombart, Jünger
Ähnlich wie Rathenau gingen auch Wichard von Moellendorff, Werner Sombart und Ernst Jünger vom Vorbild des preußischen Beamtenstaates aus. Der Vorstellung, dass die von Krisen geschüttelte kapitalistische Gesellschaft nach Art einer Maschine funktioniere, entsprach ihr Lösungsansatz, diese Maschine durch technokratische Eliten zu steuern und zu beherrschen. Ein starker Staat sollte privatwirtschaftliche Interessen durch zentrale Planung eindämmen und notfalls unterdrücken.
Demgemäß sahen Sombart und Jünger den Sowjetstaat um 1925 als Vorbild für die deutsche Zukunft, obwohl sie ihren nationalen Sozialismus gegen den Kommunismus abgrenzten. Umgekehrt hatte auch Lenin den preußischen Beamtenapparat als Vorbild für den sowjetischen Staat gepriesen.
Dem entsprach die Zurückweisung individueller Entfaltungsinteressen und Einzelegoismen zugunsten von Gemeinschaftswerten, etwa den „preußischen Tugenden“. Diese Entwürfe beschrieben eher die als Verfall und Chaos gedeuteten Krisensymptome und Strukturmängel der Weimarer Republik und ihrer demokratischen Institutionen, weniger aber einen rational erkennbaren und realistisch gangbaren Weg zur angestrebten Zukunftsgesellschaft. Sie lehnten einhellig drei Grundmerkmale des Marxismus ab: die Aufhebung des Privateigentums an Produktionsmitteln, den Internationalismus und den Klassenkampf. Ihre Kritik blieb insofern mehr auf den Bereich der Kultur als der Ökonomie begrenzt.
Sombart will seinen Sozialismus auf den Mittelstand gründen, gegen die Arbeiter:

„Diese beiden Wirtschaftssysteme sind aber diejenigen, die der Deutsche Sozialismus als die besten Träger der Volkswirtschaft erachtet. Im schroffen Gegensatz zum Proletarischen Sozialismus stellt er in den Mittelpunkt seiner Teilnahme nicht das Proletariat, sondern den Mittelstand; man mag ihn deshalb als mittelständischen Sozialismus bezeichnen (und verketzern) … Nur solche Menschen …, die in ihrer Berufsarbeit volle Befriedigung finden und den Sinn des Lebens in der Ausfüllung ihres Berufs erblicken, können gute Staatsbürger sein. Auf die proletarische Masse, zu der alle Unselbständigen gehören … ist politisch kein Verlass. Sie ist nicht beheimatet, sie ist nicht im Boden verwurzelt, sie sucht stets nach neuen Lebensformen …, sie ist begreiflicherweise stets unzufrieden, sie verursacht … Erdbeben, wenn sie sich auf ihrem Schmerzenslager wälzt.“

Kurt Sontheimer sieht einen fließenden Übergang von einem marxistischen Sozialismus innerhalb der Nation zum Entwurf einer als „deutscher Sozialismus“ ausgegebenen „Volksgemeinschaft“, die im selbstlosen Dienst für den Staat wirke. Der für die antikapitalistische, antibürgerliche und pronationale Haltung zutreffende Doppelbegriff des „nationalen Sozialismus“ habe deshalb nie eine eindeutige Kontur erhalten.

### Ernst Niekisch
Der bayerische Volksschullehrer und ehemalige SPD-Landtagsabgeordnete Ernst Niekisch vertrat einen Nationalbolschewismus als Synthese von extremem antiwestlichem Nationalismus und revolutionärem Sozialismus. Dazu gab er das Monatsblatt „Widerstand. Zeitschrift für nationalrevolutionäre Politik“ (1926–1934) heraus. Zu den Autoren zählten u. a. Ernst Jünger, Friedrich Georg Jünger, Joseph Eduard Drexel, Ernst von Salomon, Gustav Sondermann. Die nationalrevolutionären Politikvorstellungen Niekischs beeinflussten sowohl Denker der Konservativen Revolution als auch Nationalsozialisten wie die Brüder Strasser und Ernst Röhm.
Jedoch war Niekisch ein erklärter Gegner Hitlers, vor dessen Machtübernahme er 1932 warnte („Hitler – ein deutsches Verhängnis“). Er sah in dem österreichischen Katholiken, der durch Wahlen zur Macht gelangen wollte, einen Vertreter westlichen Denkens, keinen Nationalrevolutionär.
Niekischs Verhältnis zum Nationalsozialismus ist wegen seiner Widerstandsversuche, für die er 1939 als Hochverräter verurteilt wurde, umstritten. Als Befürworter der Vereinigung von KPD und SPD zur SED erhielt Niekisch in der DDR Staatsämter. Der Politikwissenschaftler Michael Pittwald fand jedoch in seinem „proletarischen Nationalismus“ eine „elitäre, dem Führerprinzip verhaftete Herrschaftsideologie“, durchsetzt mit völkischem, frauenfeindlichem, rassistischem und antisemitischem Gedankengut. Der von Niekisch ab 1926 geführte Widerstandskreis der „Reichskameraden“, die ein Gelöbnis auf ihren Führer ablegen mussten, habe ein deutsch geführtes Mitteleuropa und ein „Endimperium“ angestrebt.
Sein antiwestlicher Nationalismus habe eine Absage an den Feminismus aus den USA (Deutschlands Heil liegt nicht bei Girls, liegt nicht bei emanzipierten Frauen; für Deutschland ist der Feminismus mit all seinen pazifistischen, humanitären, ethisierenden und ökonomisierenden Masken die politische Pest – 1929) und die Eroberung südeuropäischer, römisch-katholisch beeinflusster Länder eingeschlossen (Deutsches Herrenmenschentum kann nicht eher existieren, bevor nicht die romanische Welt niedergeworfen und gedemütigt ist, 1932). Noch 1935 hetzte Niekisch gegen den „ewigen Jude(n), dessen universalistischer nihilistischer Radikalismus noch immer ungebrochen ist“.

### Hofgeismarer Kreis in der SPD
In der SPD der Zwischenkriegszeit gab es einen rechtsgerichteten Flügel vorwiegend jüngerer Mitglieder, die die Sozialdemokratie für nationalistische, autoritäre und antirationalistische Ideen öffnen wollten. Wichtigste Organisation dieser Richtung war der von 1923 bis 1926 innerhalb der Jungsozialisten bestehende Hofgeismarer Kreis. Namhafte Vertreter des jung-rechten Flügels der Sozialdemokratie waren Paul Tillich, Hermann Heller, Carlo Mierendorff und Theodor Haubach. Zeitweise gab es auch Verbindungen zu Ernst Niekisch. In der Absicht, den aufkommenden Nationalsozialismus zu bekämpfen, wollten sie diesem einen „nationalen Sozialismus“ entgegensetzen und nahmen dazu zum Teil auch Anleihen bei Ideologie und Praxis der nationalistischen Rechten. Vertreter dieser Richtung fanden sich später auch im Widerstand gegen den Nationalsozialismus wieder, insbesondere im Kreisauer Kreis.

### Sonstige
Die Verbindung nationaler und sozialistischer Motive spielte in der Weimarer Republik auch im Wandervogel, in nationalrevolutionären Gruppen wie dem Bund Oberland (Bodo Uhse), bei dem deutschen Jesuiten Gustav Gundlach oder bei dem Gewerkschafter Lothar Erdmann (1888–1939) eine Rolle. Ähnliche Positionen vertrat auch die Alte Sozialdemokratische Partei Deutschlands (ASPD), eine von 1926 bis 1932 bestehende Rechtsabspaltung der SPD mit Schwerpunkt in Sachsen, der zeitweise auch Niekisch und Winnig angehörten.
Auch die damaligen Linksparteien gebrauchten nationalistische Motive, um Massen zu mobilisieren und Wähler der Rechten anzuziehen. So verabschiedete die KPD 1930 eine programmatische Erklärung „zur nationalen und sozialen Befreiung des deutschen Volkes“ und wandte sich 1932 gegen die im Youngplan festgelegten Reparationszahlungen als „Tributsklaverei des deutschen Volkes“. Die SPD wiederum stützte die ersten Notverordnungen unter Heinrich Brüning und stimmte unter Fraktionsführer Paul Löbe zwar als einzige Partei gegen das Ermächtigungsgesetz, aber zugleich für eine nationalsozialistische Erklärung zur Außenpolitik.

## Nationalsozialismus

### Vorläufer
Aus der Völkischen Bewegung entstanden im deutschen Sprachraum seit etwa 1880 Gruppen, die einerseits radikal nationalistisch und antisemitisch, andererseits zum Teil „revolutionär“ im Sinne einer künftigen Zusammenführung aller Deutschen gegen die bestehenden Monarchien gerichtet waren.
Die „Deutsche Arbeiterpartei“ des österreichischen Sudetenlandes benutzte den Begriff „Nationaler Sozialismus“ 1904 als erste, um ihr Ziel einer nationalen Einigung und regionalen Autonomie durch Ablösung der Österreich-Ungarischen Monarchie zu beschreiben. Am 5. Mai 1918 benannte sich die Partei dazu in „Deutsche Nationalsozialistische Arbeiterpartei“ (DNSAP) um. Ihr Programm verfasste der sudetendeutsche Abgeordnete Rudolf Jung unter dem Titel „Nationaler Sozialismus“.

### Programm
Im Januar 1919 gründete sich die Deutsche Arbeiterpartei, die sich 1920 in München in Nationalsozialistische Deutsche Arbeiterpartei umbenannte und sich neu als „Bewegung“ zur Sammlung aller radikal antisemitischen und antidemokratischen Kräfte positionierte. Dabei übernahm sie weite Teile von Jungs Programmatik. Ihr 25-Punkte-Programm betonte den aus der völkischen Bewegung bekannten Begriff der Volksgemeinschaft, der sich alles unterzuordnen habe. Diese Idee wurde nach innen homogenisierend, fremdenfeindlich und ausgrenzend – vor allem gegen Juden –, nach außen expansionistisch und rassistisch als „Kampf der Arier um Lebensraum“ ausformuliert. Ziele wie Mittel waren jedoch in der aus vielen Vorläufern entstandenen Sammlungsbewegung noch weitgehend ungeklärt.

### Flügelkämpfe
In den 1920er Jahren stritten der von Gregor Strasser vertretene linke und der von Alfred Rosenberg vertretene rechte Parteiflügel der NSDAP öffentlich über das Verhältnis der nationalistischen zur sozialistischen Komponente ihres Programms. In seiner Schrift Nationaler Sozialismus oder Nationalsozialismus (1923) grenzte Rosenberg beide scharf gegeneinander ab:

„Das Wort ‚Nationalsozialismus‘ stellt als Hauptwort eine neue Synthese dar, die die Untrennbarkeit zweier Begriffe betont, während die Bezeichnung ‚nationaler Sozialismus‘ in Wirklichkeit nationaler Marxismus bedeutet oder bedeuten könnte.“

1926 machte Parteiführer Adolf Hitler seinen Führungsanspruch in der Partei geltend und wies einige antikapitalistische Forderungen Strassers zurück oder deutete sie antisemitisch um. Mit dem im Dezember 1926 veröffentlichten zweiten Band seiner Programmschrift Mein Kampf legte Hitler die NSDAP auf antisowjetische Ziele fest: den Kampf gegen den jüdischen Bolschewismus und die Eroberung von Lebensraum im Osten. Eine außenpolitische Zusammenarbeit mit der Sowjetunion, wie sie die Brüder Gregor und Otto Strasser sowie Joseph Goebbels bis dahin noch gefordert hatten, kam nun nicht mehr in Frage.
Otto Strasser trat mit einigen seiner Anhänger am 4. Juli 1930 aus der NSDAP aus und veröffentlichte dazu den Aufruf Die Sozialisten verlassen die NSDAP, um die weitere politische Entwicklung der Partei zu beeinflussen. Hitler hielt jedoch fest, dass Sozialismus und Nationalismus für ihn im Kern dasselbe, nämlich Selbstaufgabe für das eigene Volk bedeuteten:

„Ich verstehe unter Sozialismus: höchster Dienst an meinem Volke, Aufgeben des persönlichen Vorteils im Interesse der Gesamtheit. […] Der Nutzen der Gesamtheit ist das Wesentliche. Der Begriff Nationalismus bedeutet am Ende auch nichts anderes als Hingabe und Liebe zu meinem Volk.“

Klassenkampf stehe der nationalen Einigung daher im Weg:

„Der Name Nationalismus oder Sozialismus bezeichnete Lebenseinstellungen und ließ nicht zu, daß neue Werte geschaffen wurden. Das mangelnde Gemeinschaftsgefühl wandelte sich in gegenseitigen glühenden Haß. […] [H]eute muß der Gegensatz zwischen Bürger und Proletarier überwunden werden, denn der Aufstieg jeder Nation kann nur unter gemeinsamen Parolen stattfinden. Wir müssen den Spalt schließen und die Kräfte wieder auf neuer Plattform sammeln.“

Joseph Goebbels schrieb 1926 im Angriff in zwei Artikeln (Warum sind wir Sozialisten? und Warum Arbeiterpartei?): „Wir sind Sozialisten, weil wir im Sozialismus, das heißt im schicksalsmäßigen Angewiesensein aller Volksgenossen aufeinander die einzige Möglichkeit zur Erhaltung unserer rassemäßigen Erbgüter und damit zur Wiedereroberung unserer politischen Freiheit und zur Erneuerung des deutschen Staates sehen.“ Er erklärte zudem, die Nationalsozialisten seien „keine Gleichmacher oder Menschheitsanbeter“; man wolle „Schichtung des Volkes, hoch und niedrig“. Demnach propagierte Goebbels seinen „Sozialismus“ als – laut Volker Weiß – „eine Kampfgemeinschaft der Rasse und des Staates, nicht der ausgebeuteten Arbeitermassen“. In ihrem Anspruch, das ganze deutsche Volk zu vertreten, kam es während der Bewegungsphase der Nationalsozialisten zu begrifflichen Anleihen bei den Linken. Der zugrundeliegende Begriff vom Volk war nicht sozial, sondern „dezidiert rassebiologisch ausgerichtet“.
1934 ließ Hitler als „Führer und Reichskanzler“ die übrigen Vertreter des linken Parteiflügels, vor allem Ernst Röhm und Gregor Strasser, im „Röhm-Putsch“ ermorden und entmachtete die paramilitärische SA. Zuvor hatte das NS-Regime mit Terrormaßnahmen und Verordnungen bereits die Gleichschaltung der Gewerkschaften erzwungen, die KPD und SPD verboten, ihre Führungseliten inhaftiert, viele Parteifunktionäre ermordet und so die Organisationen der Arbeiterbewegung entmachtet.

## Neonazismus
Der neonazistische Aktivist Michael Kühnen versuchte in Westdeutschland seit etwa 1976, Konzepte wiederzubeleben, die sich ideologisch an Ernst Röhm und die SA-Organisationsform anlehnten. Er gründete im November 1977 die Aktionsfront Nationaler Sozialisten (ANS), die mit nur wenigen Dutzend Mitgliedern – etwa durch öffentliche Holocaustleugnung im Mai 1978 – eine große Medienbeachtung erreichte. Kühnen wurde mehrfach wegen Aufstachelung zum Rassenhass, Gewaltverherrlichung und Volksverhetzung zu Haftstrafen verurteilt. Nach dem Zusammenschluss der ANS mit einer „Wehrsportgruppe“ Nationale Aktivisten wurde diese Organisation im Dezember 1983 verboten. Seitdem gründete Kühnen verschiedene Nachfolgeprojekte mit ähnlicher Zielsetzung, darunter die Freiheitliche Deutsche Arbeiterpartei (FAP), die 1995 als Verein verboten wurde.
Heute versuchen vor allem „Nationalrevolutionäre“ an Traditionen und Vorstellungen eines Nationalen Sozialismus anzuknüpfen. Dies geschieht meist im Rahmen einer sogenannten Querfrontstrategie, die Angehörige und Umfeld der radikalen Linken ansprechen und für gemeinsame Aktionsbündnisse gewinnen soll. Dabei wird das Ziel einer sozialen Revolution zur Schaffung eines teilweise am NS-Staat orientierten Nationalstaats anvisiert, in dem zugleich syndikalistische, rätedemokratische und anarchistische Motive und Ideen umgesetzt werden sollen. Dieses diffuse Konzept soll Nationalrevolutionäre mit „progressiven“ oder „linken“ Nationalsozialisten, die sich weniger an Hitler als an den Brüdern Strasser orientieren, sowie mit nationalistischen Sozialisten und Kommunisten vereinen.

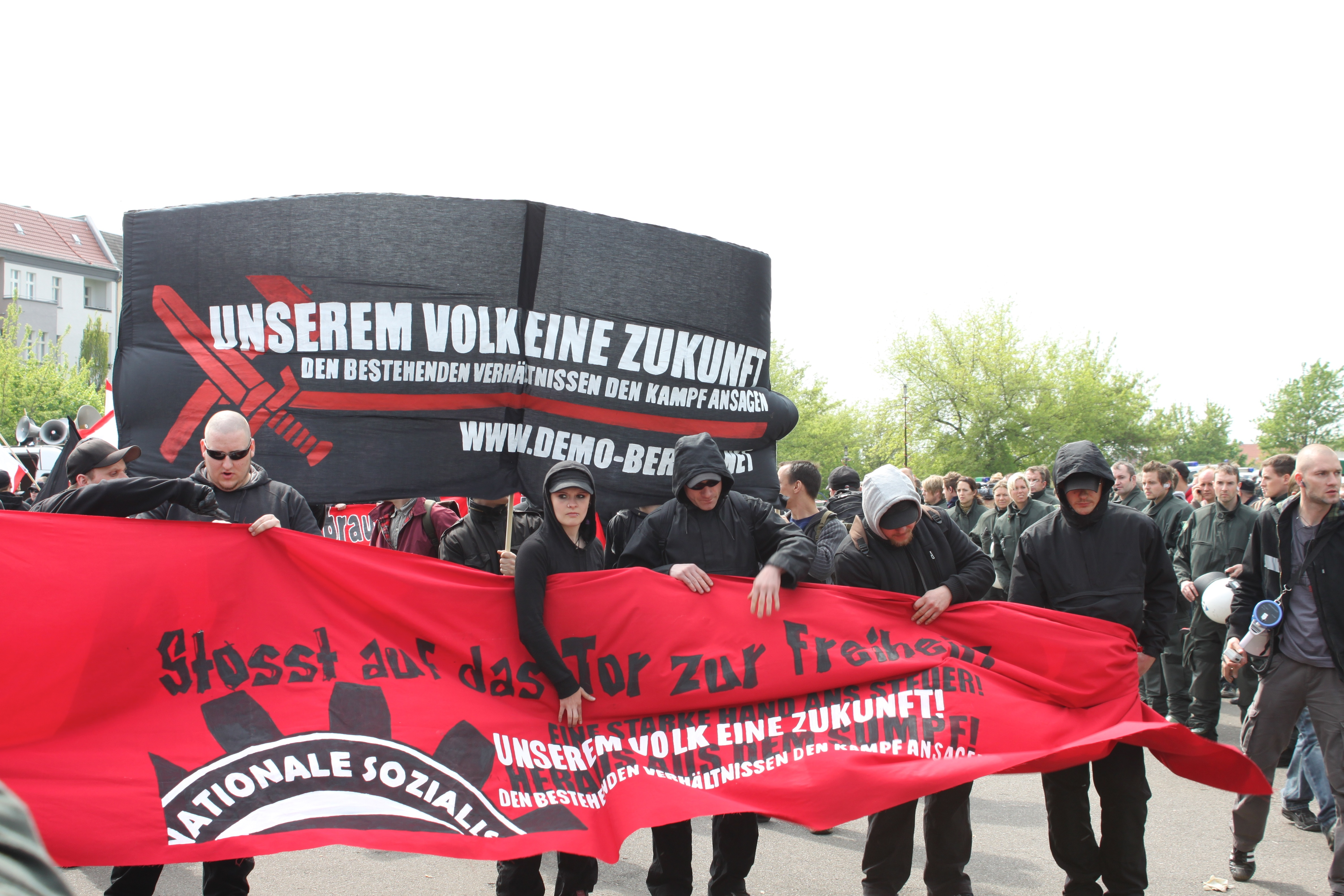
Demonstration rechtsradikaler Nationaler Sozialisten am 1. Mai 2010 in Berlin

Zu dieser Strömung gehörte der Kampfbund Deutscher Sozialisten, der laut Verfassungsschutz etwa 50 bis 60 Mitglieder hatte. Er strebte eine Integration von neonazistischem und marxistischen Ideen an und propagierte den gemeinsamen Kampf von Rechten und Linken gegen das „System“ unter dem diffusen Leitbild eines „nationalen Sozialismus“. Dabei sah er sowohl das nationalsozialistische Deutschland als auch die DDR als gescheiterte Anläufe zu einem Deutschen Sozialismus unter verschiedenen Vorzeichen und betrachtete sich selbst als dessen Vertreter. Der KDS traf jedoch bei anderen Rechtsextremisten auf Vorbehalte:

„Szeneintern werden die Anhänger dieser Richtung aufgrund ihrer deutlichen Anlehnung an marxistische Theorien eher skeptisch gesehen, so dass deren Einfluss begrenzt ist.“

Einige „Nationale Sozialisten“ aus diesem Umfeld verwenden eine abgewandelte Version des Antifa-Logos, in dem der Schriftzug „Antifaschistische Aktion“ durch „Nationale Sozialisten – Bundesweite Aktion“ ersetzt wurde, als ihr Symbol. Auch die Nationalbolschewistische Partei Russlands, die der KDS als Bruderpartei betrachtet, versucht links- und rechtsextreme Motive zu verschmelzen.
Die rechtsextreme Kleinstpartei Der III. Weg fordert in ihrem Grundsatzprogramm einen „Deutschen Sozialismus“, den sie als „dritten Weg“ abseits von Kommunismus und Kapitalismus darstellt.